# Strefa interesów (film)
Strefa interesów (ang. The Zone of Interest) – dramat historyczny z 2023 roku w reżyserii Jonathana Glazera, luźno oparty na powieści Martina Amisa z 2014 roku. Jest to koprodukcja Stanów Zjednoczonych, Wielkiej Brytanii i Polski (PISF). Film przedstawia codzienne życie niemieckiego nazistowskiego komendanta KL Auschwitz Rudolfa Hößa, który wraz z żoną Hedwig (Sandra Hüller) stara się ułożyć sobie wymarzone życie w willi zlokalizowanej w strefie interesów niemieckiego obozu koncentracyjnego Auschwitz. W postać Hößa wciela się Christian Friedel.
Autorem zdjęć jest Łukasz Żal, w przeszłości dwukrotnie nominowany do Oscara za zdjęcia do filmów Ida oraz Zimna wojna, a producentami: Ewa Puszczyńska (która także współtworzyła Idę i Zimną wojnę) oraz James Wilson. Autorką muzyki do filmu jest Mica Levi.
Premiera Strefy interesów odbyła się 19 maja 2023 na 76. Międzynarodowym Festiwalu Filmowym w Cannes. Na tym festiwalu film zdobył nagrodę Grand Prix i nagrodę FIPRESCI. Uzyskał też Nagrodę Satelita za najlepszy film międzynarodowy roku 2023. Został uznany przez National Board of Review za jeden z pięciu najlepszych filmów międzynarodowych 2023 roku. Podczas 96. ceremonii wręczenia Oscarów otrzymał Oscara dla najlepszego filmu międzynarodowego oraz za najlepszy dźwięk (Tarn Willers i Johnnie Burn). Film zdobył wiele innych nagród i wyróżnień. Został między innymi nominowany do trzech Złotych Globów, dziewięciu nagród Brytyjskiej Akademii Filmowej oraz pięciu nagród Amerykańskiej Akademii Sztuki i Wiedzy Filmowej (Oscar), w tym nagrody dla najlepszego filmu.

## Fabuła
W 1943 roku Rudolf Höß (Christian Friedel), komendant obozu koncentracyjnego Auschwitz, mieszka wraz z żoną Hedwig (Sandra Hüller) i pięciorgiem dzieci w pięknej, pedantycznie czystej willi położonej w „strefie interesów” – jak naziści określali tereny położone w bezpośrednim sąsiedztwie obozu koncentracyjnego. Obraz koncentruje się na codzienności Hößów, swoistej „uporządkowanej normalności”. Głowa rodziny nadzoruje funkcjonowanie machiny masowej zagłady i spełnia rodzinne funkcje – czyta swoim dzieciom bajki na dobranoc, przed snem sprawdza, czy drzwi wejściowe są zamknięte, a światła w domu zgaszone. Z kolei Hedwig pielęgnuje ogród i nadzoruje codzienne prace domowe. Para celebruje rodzinne obiady, marzy o wakacjach we Włoszech, urządza pikniki w ogrodzie, zabawia przyjaciół i świętuje urodziny. W dni wolne lubi pływać na kajakach lub spacerować z przyjaciółmi. Prace domowe wykonują za nich miejscowe kobiety. Mieszkańcy willi korzystają z elementów dobytku zabranego więźniom. Sielski obraz zakłócają wydarzenia toczące się za murem oddzielającym ogród od obozu. Na ekranie nigdy nie widać jednak komór gazowych obozu, baraków, ani innych elementów funkcjonującej za murem machiny zagłady. Zza muru jednak docierają obozowe odgłosy. Często słychać strzały, krzyki, odgłosy pociągów i huk pieców. Film pokazuje reakcje mieszkańców willi ignorujących zło. Mur staje się silnym symbolem wyparcia pewnych części życia, by zachować własny komfort. Trwającą kilka lat idyllę zakłóca informacja, że Höß ma zostać przeniesiony do pracy w biurze SS pod Berlinem. Na myśl o opuszczeniu wiejskiej kryjówki Hedwig wpada w panikę.

## Obsada
W filmie grają:
- Christian Friedel jako Rudolf Höß
- Sandra Hüller jako Hedwig Höß
- Ralph Herforth(inne języki) jako Oswald Pohl
- Daniel Holzberg(inne języki) jako Gerhard Maurer

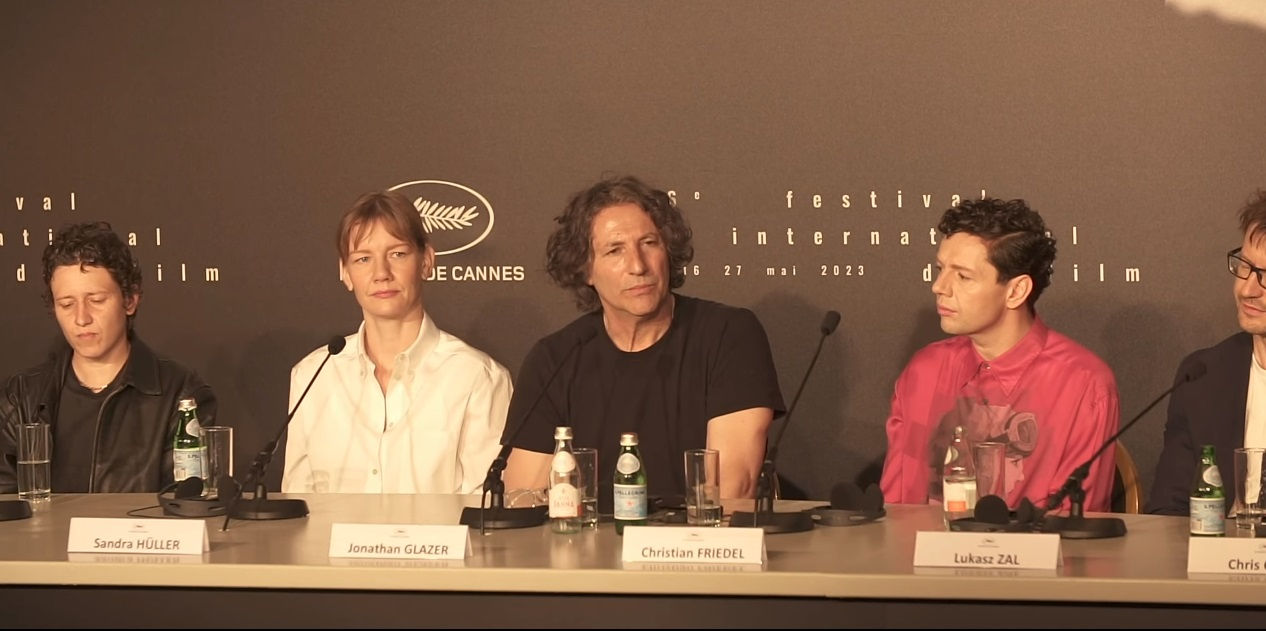
Główna obsada filmu (w środku Sandra Hüller, Jonathan Glazer i Christian Friedel)

- Sascha Maaz(inne języki) jako Arthur Liebehenschel
- Freya Kreutzkam(inne języki) jako Eleonore Pohl
- Imogen Kogge(inne języki) jako Linna Hensel
- Klaudiusz Kaufmann jako Obersturmbannführer Bischoff
- Johann Karthaus jako Klaus Höß
- Lilli Falk(inne języki) jako Heidetraut Höß
- Nele Ahrensmeier(inne języki) jako Inge-Brigitt Höß
- Luis Noah Witte(inne języki) jako Hans-Jürgen Höß
- Julia Polaczek jako Aleksandra Bystroń-Kołodziejczyk
- Wolfgang Lampl jako Wilhelm Hans Burger
- Stephanie Petrowitz jako Sophie Stippel(inne języki)
- Martyna Poznanski jako Marta
- Zuzanna Kobiela jako Aniela

## Produkcja

### Rozwój
Praca nad Strefą interesów trwała 10 lat. Gdy Glazer ukończył swój poprzedni film Pod skórą, zainteresowała go nieopublikowana jeszcze powieść Martina Amisa – Strefa interesów. Paul i Hannah Doll, główni bohaterowie powieści, byli luźno wzorowani na postaciach Rudolfa Hößa, komendanta obozu koncentracyjnego Auschwitz i jego żony Hedwig. Glazer zdecydował się jednak oprzeć fabułę na losach postaci historycznych i poświęcił dwa lata na badanie życiorysów rodziny Höß. Odbył kilka wizyt w Auschwitz i był głęboko wstrząśnięty przerażającą skalą i brutalnością tamtejszej masakry. Współpracował z Państwowym Muzeum Auschwitz-Birkenau w Oświęcimiu i innymi organizacjami, a także uzyskał pozwolenie na dostęp do archiwum, dzięki czemu zapoznał się z relacjami ocalałych i osób zatrudnionych w gospodarstwie rodziny Höß. Łącząc te zeznania, Glazer stopniowo konstruował szczegółowy portret osób powiązanych z wydarzeniami.
Inspiracją dla postaci młodej Polki występującej w filmie była kobieta o imieniu Aleksandra, którą Glazer poznał podczas swoich badań. Aleksandra Bystroń-Kołodziejczyk, jako 12-letnia członkini polskiego ruchu oporu, jeździła rowerem do obozu, aby zostawiać jabłka głodującym więźniom. W filmie wykorzystano prawdziwy motyw odkrycia przez Aleksandrę utworu muzycznego, który został napisany przez więźnia, Josepha Wulfa. Glazer poznał Aleksandrę niedługo przed jej śmiercią, gdy miała ona 90 lat. Podczas kręcenia filmu wykorzystano przedmioty należące do Aleksandry. Aktorka używała na planie sukienkę należącą do rzeczywistej Aleksandry i jeździła na jej rowerze.

### Zdjęcia

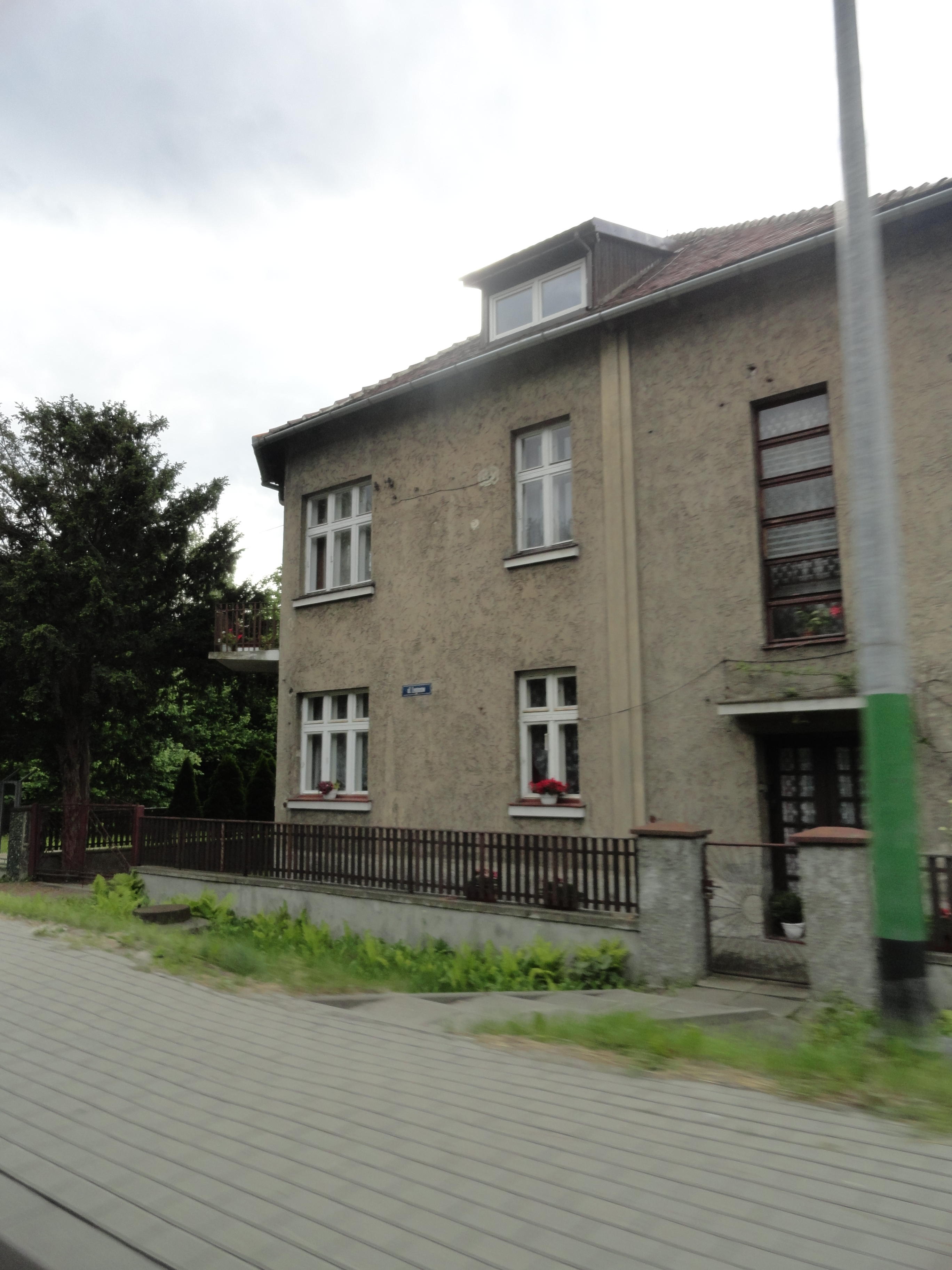
Willa przy komendanturze KL Auschwitz, którą w latach 1940–43 zajmowała rodzina Hößa

Film został nakręcony kamerami Sony Venice wyposażonymi w obiektywy Leica. Willa używana przez Hößa od zakończenia wojny była własnością prywatną. Scenograf Chris Oddy badał zachowane fotografie i relacje ocalałych, by poznać historyczny wygląd willi i jej otoczenia i spędził kilka miesięcy na przekształceniu innego opuszczonego domu graniczącego z obozem w replikę willi Hößa, a w kwietniu 2021 roku zaczął zakładać ogród, aby roślinność zakwitła w chwili rozpoczęcia zdjęć. Zdjęcia w willi wykonano za pomocą 10 ukrytych kamer, co ułatwiło ekipie filmowej płynne filmowanie scen we wnętrzach. Główne zdjęcia rozpoczęły się w Oświęcimiu latem 2021 i trwały około 55 dni. Dodatkowe zdjęcia były kręcone w Jeleniej Górze w styczniu 2022.
Glazer nie chciał, aby okrucieństwa mające miejsce w obozie były widoczne, a jedynie słyszane. Sam opisał dźwięk filmu jako kompletnie inny film. W tym celu realizator dźwięku Johnnie Burn sporządził 600-stronicowy dokument zawierający istotne wydarzenia w Auschwitz, zeznania świadków oraz dużą mapę obozu, dzięki czemu można było właściwie określić odległość, więc sposób w jaki dźwięk będzie się rozchodził. Przed rozpoczęciem zdjęć spędził rok, budując bibliotekę dźwięków, która zawierała dźwięki maszyn produkcyjnych, krematoriów, pieców, butów i ludzkie odgłosy bólu. Kontynuował to aż do końca zdjęć i do postprodukcji.

### Muzyka
Angielska kompozytorka Mica Levi zaczęła pracować nad muzyką do filmu, już w 2016 roku. W wywiadzie dla „Sight & Sound” oznajmiła, że zespół badał wszelkie możliwe możliwości wykorzystania muzyki w filmie. Ostatecznie Levi skomponowała muzykę do prologu i epilogu, której towarzyszył czarny ekran.

## Premiera

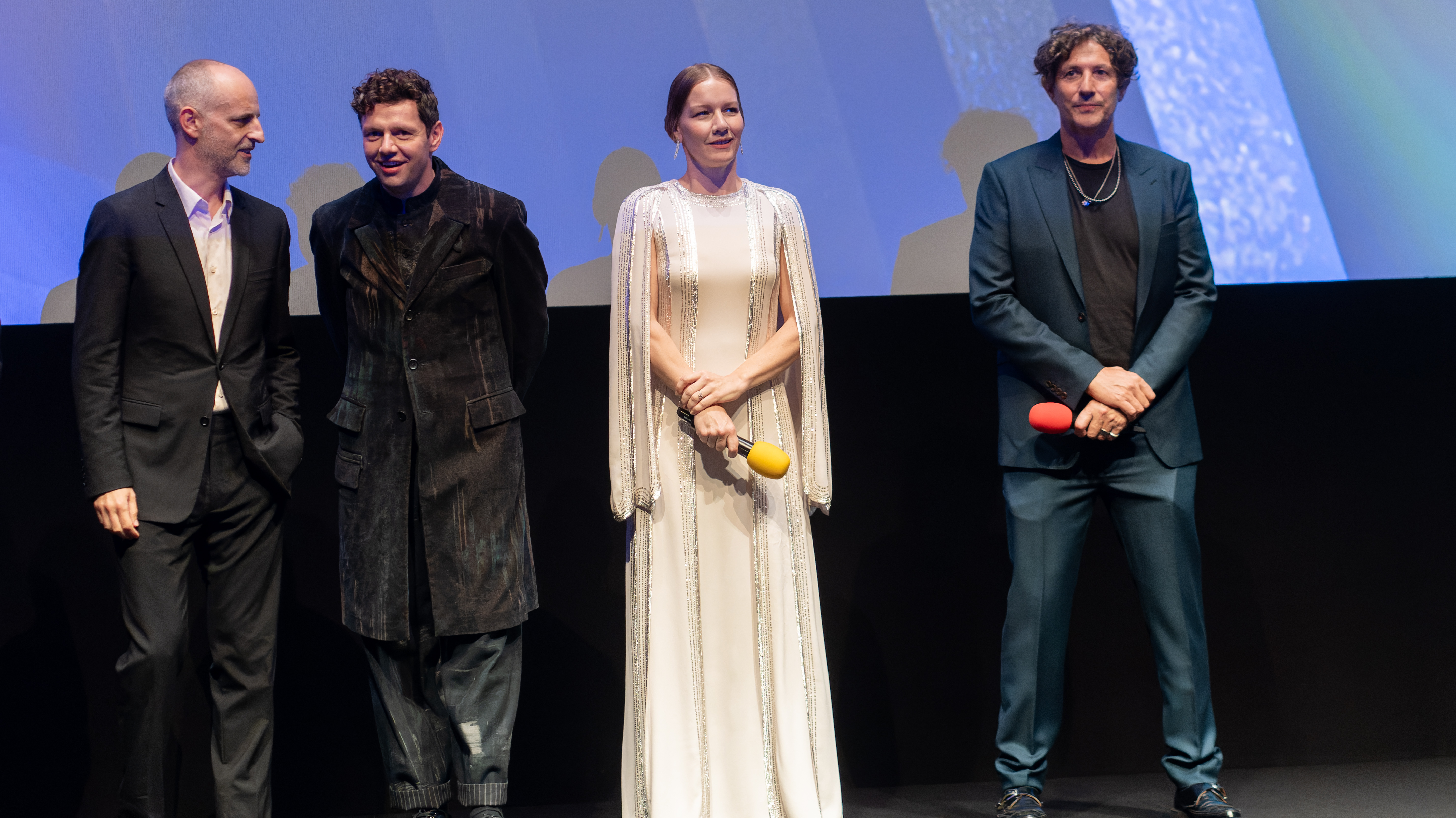
Zespół na premierze filmu na Festiwalu Filmowym w Londynie w 2023 roku

Film Strefa interesów został wybrany do rywalizacji o Złotą Palmę na Festiwalu Filmowym w Cannes w 2023 roku, gdzie miała miejsce jego premiera. W Cannes, na światowej premierze 19 maja 2023 obraz został przez publiczność nagrodzony sześciominutowymi owacjami na stojąco. Na festiwalu film zdobył Grand Prix, nagrodę za ścieżkę dźwiękową i nagrodę FIPRESCI.
Premiera w Ameryce Północnej odbyła się 1 września 2023 podczas 50. Festiwalu Filmowego w Telluride. Film został także pokazany na Międzynarodowym Festiwalu Filmowym w Toronto w 2023. W Stanach Zjednoczonych film pierwotnie miał mieć premierę 8 grudnia, jednak została przeniesiona na 15 grudnia 2023. W Wielkiej Brytanii film został zaprezentowany 2 lutego 2024. W Polsce film miał się pojawić w kinach 9 lutego 2024, ale data premiery została przełożona na 8 marca 2024.

### Przemówienie Jonathana Glazera podczas 96. ceremonii wręczenia Oscarów
Premiera filmu zbiegła się z trwającą wojną Izraela z Hamasem. W swoim przemówieniu z okazji 96. ceremonii wręczenia Oscarów Glazer powiedział, że Strefa interesów pokazuje, dokąd prowadzi dehumanizacja, krytykując, jako Żyd, trwający atak na strefę Gazy.
Przemówienie Glazera wywołało znaczącą reakcję w mediach. 18 marca 2024 roku pod listem otwartym potępiającym przemówienie podpisało się ponad 1000 żydowskich twórców, dyrektorów i aktorów z Hollywood, w tym Amy Pascal, Jennifer Jason Leigh, Julianna Margulies, Debra Messing, Eli Roth i Michael Rapaport. 5 kwietnia drugi list otwarty tym razem w obronie Glazera podpisało ponad 150 żydowskich twórców branży filmowej. Ostatecznie, pod listem podpisało się ponad 450 żydowskich twórców, w tym Joel Coen, Todd Haynes, Joaquin Phoenix, Elliott Gould i Wallace Shawn. Poparła to przemówienie także kompozytorka filmu, Mica Levi. Od samego początku dramatopisarze Tony Kushner i Zoe Kazan bronili przemówienia reżysera. W tym samym miesiącu Glazer przekazał siedem podpisanych plakatów Strefy Interesów podczas zbiórki pieniędzy zorganizowanej przez organizację charytatywną na rzecz pomocy medycznej dla Palestyńczyków.

## Odbiór

### Box office
W weekend otwarcia film zarobił 124 tysiące dolarów w czterech kinach. Gdy obraz zdobył pięć nominacji do Oscara, w siódmym tygodniu od premiery dystrybutor rozszerzył emisję z 233 do 315 kin. Film zarobił 1,08 miliona dolarów, co stanowi wzrost o 141% w porównaniu z poprzednim weekendem, a suma wyniosła 3 miliony dolarów.

### Recenzje
Strefa interesów spotkała się z uznaniem krytyków. Na Rotten Tomatoes 93% z 346 recenzji jest pozytywnych, ze średnią ocen 8,7/10. Konsensus krytyków serwisu stwierdza: „Beznamiętnie badając zwyczajną egzystencję ludzi współwinnych strasznych zbrodni, Strefa interesów zmusza nas do zimnego spojrzenia na codzienność kryjącą się za niewybaczalną brutalnością”. W serwisie Metacritic film uzyskał średnią ważoną 92 na 100 na podstawie 58 recenzji krytyków, co oznacza „powszechne uznanie”. Film został doceniony przez wielu reżyserów, w tym przez Stevena Spielberga, który powiedział, że Strefa interesów to najlepszy film o Holocauście od czasów jego Listy Schindlera. Natomiast Alfonso Cuarón opisał film jako „prawdopodobnie najważniejszy film tego stulecia”.
Janusz Wróblewski w wywiadzie z Łukaszem Żalem dla tygodnika Polityka powiedział „dramat Jonathana Glazera nie jest pierwszym filmem o Holokauście, wszystko jednak wydaje się w nim pionierskie". Katarzyna Janowska napisała, że „film Strefa interesów Jonathana Glazera jest tak zimny, że przestajemy czuć cokolwiek. Tak jak jego bohaterowie". Według Filipa Flisowskiego z Magazynu Kontakt „to nie akcja filmu, a wisząca nad wszystkim gęsta, złowroga, ciężka atmosfera wywoływała to [nieustanne] napięcie".
Kevin Maher z The Times nazwał film „przełomowym, niezwykle ważnym, który nie boi się trudnych pomysłów”. Stanisław Sobczyk na portalu Immersja zakwestionował film mówiąc „przedstawiając nam tylko perspektywę Niemców, Glazer wynosi ich na piedestał, chce, żebyśmy analizowali ich zachowanie. Przy tym z ofiar robi po prostu szarą, zlaną ze sobą masę". Davide Abbatescianni skrytykował film za niepokojącą atmosferę, która jest dobrze wykonana, ale monotonna, jak na dwie godziny filmu.
„Po prostu nie ma żadnego efektu” – napisał Rich Brownstein, specjalista w zakresie filmu o Holokauście, który prowadził wykłady w Jad Waszem na temat historii i jakości filmów wojennych. „Nie zostajemy ani poinformowani, ani nie pokazano nam, jak Höß jest ścigany przez Brytyjczyków, sądzony przez Polaków i powieszony przez Sowietów w 1947 roku, w otoczeniu byłych więźniów, w trakcie ostatniej egzekucji w Auschwitz. Tak samo nieopisany jest los Hedwig Höß”.
„Sight & Sound” umieścił film na 14 miejscu na liście 50 najlepszych filmów z 2024 roku.

### Wojna Izraela z Hamasem
Od premiery filmu często przywołuje się go w kontekście wojny Izraela z Hamasem. Kilku autorów, w tym Ghassan Hagei Naomi Klein, napisało, jak obejrzenie filmu przypomniało im o ówczesnych wydarzeniach dziejących się na terenie Izraela. Juliet Jacques napisała, że „w dobie Internetu wszyscy jesteśmy rodziną Hössów". Zwrot „strefa interesów” pojawiał się często w mediach społecznościowych – na przykład, gdy krytykowano działania Sił Obronnych Izraela wykonujących zdjęcia w Strefie Gazy lub publikowano fotografie słoneczników w Izraelu z ruinami budynków ze Strefy Gazy w tle. Użycie tego terminu ma na celu pokazanie obojętności ludzi – pomimo upowszechniania obrazów tragedii, reakcje pozostają niewystarczające.

## Nagrody
| Nagroda                                           | Data ceremonii       | Kategoria | Nagrodzony | Wynik                                               | Ref.            |
| ------------------------------------------------- | -------------------- | --- | --- | --------------------------------------------------- | --------------- |
| AARP Movies for Grownups Awards                   | 17 stycznia 2024     | Najlepszy film nieanglojęzyczny                                                                                   | Strefa interesów | nagroda                                             | [ 75 ] [ 76 ]   |
| Nagroda Akademii Filmowej                         | 10 marca 2024        | Najlepszy film | James Wilson | nominacja                                           | [ 77 ] [ 78 ]   |
| Nagroda Akademii Filmowej                         | 10 marca 2024        | Najlepsza reżyseria                                                                                               | Jonathan Glazer | nominacja                                           | [ 77 ] [ 78 ]   |
| Nagroda Akademii Filmowej                         | 10 marca 2024        | Najlepszy scenariusz adaptowany                                                                                   | Jonathan Glazer | nominacja                                           | [ 77 ] [ 78 ]   |
| Nagroda Akademii Filmowej                         | 10 marca 2024        | Najlepszy film międzynarodowy                                                                                     | Wielka Brytania | nagroda                                             | [ 77 ] [ 78 ]   |
| Nagroda Akademii Filmowej                         | 10 marca 2024        | Najlepszy dźwięk                                                                                                  | Tarn Willers i Johnnie Burn | nagroda                                             | [ 77 ] [ 78 ]   |
| Alliance of Women Film Journalists (AWFJ)         | 4 stycznia 2024      | Najlepszy film | Strefa interesów | nagroda                                             | [ 79 ]          |
| Alliance of Women Film Journalists (AWFJ)         | 4 stycznia 2024      | Najlepszy reżyser                                                                                                 | Jonathan Glazer | nominacja                                           | [ 79 ]          |
| Alliance of Women Film Journalists (AWFJ)         | 4 stycznia 2024      | Najlepsza aktorka drugoplanowa                                                                                    | Sandra Hüller | nominacja                                           | [ 79 ]          |
| Alliance of Women Film Journalists (AWFJ)         | 4 stycznia 2024      | Najbardziej odważne wykonanie (Most Daring Performance)                                                           | Sandra Hüller | nominacja                                           | [ 79 ]          |
| Alliance of Women Film Journalists (AWFJ)         | 4 stycznia 2024      | Najlepszy scenariusz adaptowany                                                                                   | Jonathan Glazer | nominacja                                           | [ 79 ]          |
| Alliance of Women Film Journalists (AWFJ)         | 4 stycznia 2024      | Najlepsze zdjęcia                                                                                                 | Łukasz Żal | nominacja                                           | [ 79 ]          |
| Alliance of Women Film Journalists (AWFJ)         | 4 stycznia 2024      | Najlepszy montaż                                                                                                  | Paul Watts | nominacja                                           | [ 79 ]          |
| Alliance of Women Film Journalists (AWFJ)         | 4 stycznia 2024      | Najlepszy film nieanglojęzyczny                                                                                   | Strefa interesów | nagroda                                             | [ 79 ]          |
| Astra Film Awards                                 | 6 stycznia 2024      | Najlepszy film międzynarodowy                                                                                     | Strefa interesów | nominacja                                           | [ 80 ]          |
| Astra Film Awards                                 | 6 stycznia 2024      | Najlepszy filmowiec międzynarodowy                                                                                | Jonathan Glazer | nominacja                                           | [ 80 ]          |
| Astra Film Awards                                 | 6 stycznia 2024      | Najlepszy aktor międzynarodowy                                                                                    | Christian Friedel | nominacja                                           | [ 80 ]          |
| Austin Film Critics Association Awards            | 10 stycznia 2024     | Najlepszy film międzynarodowy                                                                                     | Strefa interesów | nominacja                                           | [ 81 ]          |
| Nagroda Brytyjskiej Akademii Filmowej (BAFTA)     | 18 lutego 2024       | Najlepszy film brytyjski                                                                                          | Strefa interesów | nagroda                                             | [ 82 ]          |
| Nagroda Brytyjskiej Akademii Filmowej (BAFTA)     | 18 lutego 2024       | Najlepszy film nieanglojęzyczny                                                                                   | Strefa interesów | nagroda                                             | [ 82 ]          |
| Nagroda Brytyjskiej Akademii Filmowej (BAFTA)     | 18 lutego 2024       | Najlepszy reżyser                                                                                                 | Jonathan Glazer | nominacja                                           | [ 82 ]          |
| Nagroda Brytyjskiej Akademii Filmowej (BAFTA)     | 18 lutego 2024       | Najlepszy scenariusz adaptowany                                                                                   | Jonathan Glazer | nominacja                                           | [ 82 ]          |
| Nagroda Brytyjskiej Akademii Filmowej (BAFTA)     | 18 lutego 2024       | Najlepsza aktorka drugoplanowa                                                                                    | Sandra Hüller | nominacja                                           | [ 82 ]          |
| Nagroda Brytyjskiej Akademii Filmowej (BAFTA)     | 18 lutego 2024       | Najlepsze zdjęcia                                                                                                 | Łukasz Żal | nominacja                                           | [ 82 ]          |
| Nagroda Brytyjskiej Akademii Filmowej (BAFTA)     | 18 lutego 2024       | Najlepszy montaż                                                                                                  | Paul Watts | nominacja                                           | [ 82 ]          |
| Nagroda Brytyjskiej Akademii Filmowej (BAFTA)     | 18 lutego 2024       | Najlepsza scenografia                                                                                             | Chris Oddy | nominacja                                           | [ 82 ]          |
| Nagroda Brytyjskiej Akademii Filmowej (BAFTA)     | 18 lutego 2024       | Najlepszy dźwięk                                                                                                  | Johnnie Burn i Tarn Willers | nagroda                                             | [ 82 ]          |
| Boston Society of Film Critics Awards (BSFC)      | 10 grudnia 2023      | Najlepszy film | Strefa interesów | (drugie miejsce)                                    | [ 83 ]          |
| Boston Society of Film Critics Awards (BSFC)      | 10 grudnia 2023      | Najlepszy reżyser                                                                                                 | Jonathan Glazer | nagroda                                             | [ 83 ]          |
| Boston Society of Film Critics Awards (BSFC)      | 10 grudnia 2023      | Najlepszy scenariusz adpatowany                                                                                   | Jonathan Glazer | nagroda                                             | [ 83 ]          |
| Boston Society of Film Critics Awards (BSFC)      | 10 grudnia 2023      | Najlepsza oryginalna ścieżka dźwiękowa                                                                            | Mica Levi | (drugie miejsce)                                    | [ 83 ]          |
| Boston Society of Film Critics Awards (BSFC)      | 10 grudnia 2023      | Najlepszy film obcojęzyczny                                                                                       | Strefa interesów | nagroda                                             | [ 83 ]          |
| Camerimage                                        | 18 listopada 2023    | Nagroda FIPRESCI                                                                                                  | Strefa interesów | nagroda                                             | [ 84 ]          |
| Festiwal Filmowy w Cannes                         | 27 maja 2023         | Złota Palma | Jonathan Glazer | nominacja                                           | [ 5 ]           |
| Festiwal Filmowy w Cannes                         | 27 maja 2023         | Grand Prix | Jonathan Glazer | nagroda                                             | [ 85 ]          |
| Festiwal Filmowy w Cannes                         | 27 maja 2023         | Nagroda FIPRESCI                                                                                                  | Jonathan Glazer | nagroda                                             | [ 4 ]           |
| Festiwal Filmowy w Cannes                         | 27 maja 2023         | Nagroda za ścieżkę dźwiękową                                                                                      | Mica Levi | nagroda                                             | [ 86 ]          |
| Festiwal Filmowy w Cannes                         | 27 maja 2023         | Nagroda Artysty-Technika CST (Vulcan Award)                                                                       | Johnnie Burn | nagroda                                             | [ 87 ]          |
| Chicago Film Critics Association (CFCA)           | 12 grudnia 2023      | Najlepsza aktorka drugoplanowa                                                                                    | Sandra Hüller | nominacja                                           | [ 88 ]          |
| Chicago Film Critics Association (CFCA)           | 12 grudnia 2023      | Najlepszy scenariusz adaptowany                                                                                   | Jonathan Glazer | nominacja                                           | [ 88 ]          |
| Chicago Film Critics Association (CFCA)           | 12 grudnia 2023      | Najlepsza oryginalna ścieżka dźwiękowa                                                                            | Mica Levi | nominacja                                           | [ 88 ]          |
| Chicago Film Critics Association (CFCA)           | 12 grudnia 2023      | Najlepsze zdjęcia                                                                                                 | Łukasz Żal | nominacja                                           | [ 88 ]          |
| Chicago Film Critics Association (CFCA)           | 12 grudnia 2023      | Najlepszy film obcojęzyczny                                                                                       | Strefa interesów | nagroda                                             | [ 88 ]          |
| Critics’ Choice Movie Awards                      | 14 stycznia 2024     | Najlepszy film obcojęzyczny                                                                                       | Strefa interesów | nominacja                                           | [ 89 ]          |
| Dallas–Fort Worth Film Critics Association        | 18 grudnia 2023      | Najlepszy film obcojęzyczny                                                                                       | Strefa interesów | (drugie miejsce)                                    | [ 90 ]          |
| Dallas–Fort Worth Film Critics Association        | 18 grudnia 2023      | Russell Smith Award                                                                                               | Strefa interesów | nagroda                                             | [ 90 ]          |
| Denver Film Critics Society                       | 12 stycznia 2024     | Najlepsza oryginalna ścieżka dźwiękowa                                                                            | Mica Levi | nominacja                                           | [ 91 ]          |
| Denver Film Critics Society                       | 12 stycznia 2024     | Najlepszay film nieanglojęzyczny                                                                                  | Strefa interesów | (nagroda Ex aequo z Godzilla Minus One)             | [ 91 ]          |
| Europejska Nagroda Filmowa                        | 9 grudnia 2023       | Europejska Nagroda Filmowa dla najlepszego filmu                                                                  | Strefa interesów | nominacja                                           | [ 92 ]          |
| Europejska Nagroda Filmowa                        | 9 grudnia 2023       | Najlepszy europejski reżyser                                                                                      | Jonathan Glazer | nominacja                                           | [ 92 ]          |
| Europejska Nagroda Filmowa                        | 9 grudnia 2023       | Najlepszy europejski scenarzysta                                                                                  | Jonathan Glazer | nominacja                                           | [ 92 ]          |
| Europejska Nagroda Filmowa                        | 9 grudnia 2023       | Najlepszy europejski aktor                                                                                        | Christian Friedel | nominacja                                           | [ 92 ]          |
| Europejska Nagroda Filmowa                        | 9 grudnia 2023       | Najlepsza europejska aktorka                                                                                      | Sandra Hüller | nominacja                                           | [ 92 ]          |
| Europejska Nagroda Filmowa                        | 9 grudnia 2023       | Najlepszy europejski designer dźwięku                                                                             | Johnnie Burn i Tarn Willers | nagroda                                             | [ 93 ]          |
| Florida Film Critics Circle Awards                | 21 grudnia 2023      | Najlepszy reżyser                                                                                                 | Jonathan Glazer | nominacja}                                          | [ 94 ] [ 95 ]   |
| Florida Film Critics Circle Awards                | 21 grudnia 2023      | Najlepszy film obcojęzyczny                                                                                       | Strefa interesów | (drugie miejsce)                                    | [ 94 ] [ 95 ]   |
| Florida Film Critics Circle Awards                | 21 grudnia 2023      | Najlepsza reżyseria artystyczna / scenografia                                                                     | Strefa interesów | nominacja                                           | [ 94 ] [ 95 ]   |
| Florida Film Critics Circle Awards                | 21 grudnia 2023      | Najlepsze zdjęcia                                                                                                 | Łukasz Żal | nominacja                                           | [ 94 ] [ 95 ]   |
| Georgia Film Critics Association Awards           | 5 stycznia 2024      | Najlepsza oryginalna ścieżka dźwiękowa                                                                            | Mica Levi | nominacja                                           | [ 96 ] [ 97 ]   |
| Georgia Film Critics Association Awards           | 5 stycznia 2024      | Najlepszy film międzynarodowy                                                                                     | Strefa interesów | nominacja                                           | [ 96 ] [ 97 ]   |
| Złoty Glob                                        | 7 stycznia 2024      | Złoty Glob za najlepszy film dramatyczny                                                                          | Strefa interesów | nominacja                                           | [ 98 ]          |
| Złoty Glob                                        | 7 stycznia 2024      | Złoty Glob za najlepszy film nieanglojęzyczny                                                                     | Strefa interesów | nominacja                                           | [ 98 ]          |
| Złoty Glob                                        | 7 stycznia 2024      | Złoty Glob za najlepszą muzykę                                                                                    | Mica Levi | nominacja                                           | [ 98 ]          |
| Motion Picture Sound Editors (Golden Reel Awards) | 3 marca 2024         | Wybitne osiągnięcie w montażu dźwięku – film w języku obcym                                                       | Johnnie Burn, Simon Carroll, Max Behrens, Joe Mount, Brendan Feeney, Ewa Mazurkiewicz, Natalia Lubowiecka, Dawid Konecki, Kamil Kwiatkowski | nominacja                                           | [ 99 ] [ 100 ]  |
| Gotham Independent Film Awards                    | 27 listopada 2023    | Najlepszy film międzynarodowy                                                                                     | Strefa interesów | nominacja                                           | [ 101 ]         |
| Gotham Independent Film Awards                    | 27 listopada 2023    | Najlepszy scenariusz                                                                                              | Jonathan Glazer | nominacja                                           | [ 101 ]         |
| Gotham Independent Film Awards                    | 27 listopada 2023    | Znakomita rola drugoplanowa                                                                                       | Sandra Hüller | nominacja                                           | [ 101 ]         |
| Hollywood Music in Media Awards                   | 15 listopada 2023    | Najlepsza muzyka oryginalna – film niezależny                                                                     | Mica Levi | nagroda                                             | [ 102 ]         |
| Houston Film Critics Society                      | 22 stycznia 2024     | Najlepszy film międzynarodowy                                                                                     | Strefa interesów | nagroda                                             | [ 103 ] [ 104 ] |
| Independent Spirit Awards                         | 25 lutego 2024       | Najlepszy film międzynarodowy                                                                                     | Strefa interesów | nominacja                                           | [ 105 ] [ 106 ] |
| Indiana Film Journalists Association              | 17 grudnia 2023      | Najlepszy film obcojęzyczny                                                                                       | Strefa interesów | nagroda                                             | [ 107 ] [ 108 ] |
| Indiana Film Journalists Association              | 17 grudnia 2023      | Najlepsze zdjęcia                                                                                                 | Łukasz Żal | nominacja                                           | [ 107 ] [ 108 ] |
| IndieWire Critics Poll                            | 11 grudnia 2023      | Najlepszy film | Strefa interesów | (nagroda 6 miejsce)                                 | [ 109 ]         |
| IndieWire Critics Poll                            | 11 grudnia 2023      | Najlepszy reżyser                                                                                                 | Jonathan Glazer | (nagroda 3 miejsce)                                 | [ 109 ]         |
| IndieWire Critics Poll                            | 11 grudnia 2023      | Najlepszy scenariusz                                                                                              | Jonathan Glazer | (nagroda 9 miejsce ex equo ze scenarzystami Barbie) | [ 109 ]         |
| IndieWire Critics Poll                            | 11 grudnia 2023      | Najlepsze zdjęcia                                                                                                 | Łukasz Żal | (nagroda 4 miejsce)                                 | [ 109 ]         |
| IndieWire Critics Poll                            | 11 grudnia 2023      | Najlepszy film międzynarodowy                                                                                     | Strefa interesów | (nagroda 2 miejsce)                                 | [ 109 ]         |
| Kansas City Film Critics Circle                   | 27 stycznia 2024     | Najlepszy film obcojęzyczny                                                                                       | Strefa interesów | (drugie miejsce)                                    | [ 110 ]         |
| Las Vegas Film Critics Society                    | 13 grudnia 2023      | Najlepszy film międzynarodowy                                                                                     | Strefa interesów | nominacja                                           | [ 111 ]         |
| Los Angeles Film Critics Association Awards       | 10 grudnia 2023      | Najlepszy film | Strefa interesów | nagroda                                             | [ 112 ]         |
| Los Angeles Film Critics Association Awards       | 10 grudnia 2023      | Najlepszy reżyser                                                                                                 | Jonathan Glazer | nagroda                                             | [ 112 ]         |
| Los Angeles Film Critics Association Awards       | 10 grudnia 2023      | Najlepsza główna rola                                                                                             | Sandra Hüller | nagroda (wspólnie z Anatomią upadku)                | [ 112 ]         |
| Los Angeles Film Critics Association Awards       | 10 grudnia 2023      | Najlepsza muzyka                                                                                                  | Mica Levi | nagroda                                             | [ 112 ]         |
| Montclair Film Festival                           | 29 października 2023 | Breakthrough Performer Award                                                                                      | Christian Friedel | nagroda                                             | [ 114 ]         |
| National Board of Review Awards                   | 6 grudnia 2023       | Pięć najlepszych filmów międzynarodowych (Nagroda ta nie ma jednego zwycięzcy, ale przyznawana jest wielu filmom) | Strefa interesów | nagroda                                             | [ 115 ] [ 116 ] |
| National Society of Film Critics                  | 6 stycznia 2024      | Najlepszy reżyser                                                                                                 | Jonathan Glazer | nagroda                                             | [ 117 ]         |
| National Society of Film Critics                  | 6 stycznia 2024      | Najlepsza aktorka                                                                                                 | Sandra Hüller | nagroda (wspólnie z Anatomią upadku)                | [ 117 ]         |
| National Society of Film Critics                  | 6 stycznia 2024      | Najlepszy film | Strefa interesów | (drugie miejsce)                                    | [ 117 ]         |
| National Society of Film Critics                  | 6 stycznia 2024      | Najlepsze zdjęcia                                                                                                 | Łukasz Żal | (drugie miejsce)                                    | [ 117 ]         |
| North Texas Film Critics Association              | 18 grudnia 2023      | Najlepszy film obcojęzyczny                                                                                       | Strefa interesów | nominacja                                           | [ 118 ]         |
| Oklahoma Film Critics Circle                      | 3 stycznia 2024      | 10 najlepszych filmów                                                                                             | Strefa interesów | (nagroda 6 miejsce)                                 | [ 119 ]         |
| Oklahoma Film Critics Circle                      | 3 stycznia 2024      | Najlepszy film obcojęzyczny                                                                                       | Strefa interesów | nagroda                                             | [ 119 ]         |
| Oklahoma Film Critics Circle                      | 3 stycznia 2024      | Najlepszy dorobek                                                                                                 | Sandra Hüller | nagroda                                             | [ 119 ]         |
| Producers Guild of America Awards                 | 25 lutego 2024       | Wybitny producent filmów kinowych                                                                                 | Strefa interesów | nominacja                                           | [ 120 ] [ 121 ] |
| San Diego Film Critics Society                    | 19 grudnia 2023      | Najlepsza aktorka drugoplanowa                                                                                    | Sandra Hüller | nominacja                                           | [ 122 ]         |
| San Diego Film Critics Society                    | 19 grudnia 2023      | Najlepszy scenariusz adaptowany                                                                                   | Jonathan Glazer | nominacja                                           | [ 122 ]         |
| San Diego Film Critics Society                    | 19 grudnia 2023      | Najlepszy film obcojęzyczny                                                                                       | Strefa interesów | nagroda wspólnie z Godzilla Minus One               | [ 122 ]         |
| San Diego Film Critics Society                    | 19 grudnia 2023      | Najlepszy projekt dźwiękowy                                                                                       | Strefa interesów | nagroda                                             | [ 122 ]         |
| San Francisco Bay Area Film Critics Circle Awards | 9 stycznia 2024      | Najlepszy film | Strefa interesów | nominacja                                           | [ 123 ]         |
| San Francisco Bay Area Film Critics Circle Awards | 9 stycznia 2024      | Najlepszy reżyser                                                                                                 | Jonathan Glazer | nagroda                                             | [ 123 ]         |
| San Francisco Bay Area Film Critics Circle Awards | 9 stycznia 2024      | Najlepsza aktorka drugoplanowa                                                                                    | Sandra Hüller | nominacja                                           | [ 123 ]         |
| San Francisco Bay Area Film Critics Circle Awards | 9 stycznia 2024      | Najlepsza adaptacja                                                                                               | Jonathan Glazer | nominacja                                           | [ 123 ]         |
| San Francisco Bay Area Film Critics Circle Awards | 9 stycznia 2024      | Najlepszy film międzynarodowy                                                                                     | Strefa interesów | nagroda                                             | [ 123 ]         |
| San Francisco Bay Area Film Critics Circle Awards | 9 stycznia 2024      | Najlepsze zdjęcia                                                                                                 | Łukasz Żal | nominacja                                           | [ 123 ]         |
| San Francisco Bay Area Film Critics Circle Awards | 9 stycznia 2024      | Najlepszy montaż filmu                                                                                            | Paul Watts | nagroda                                             | [ 123 ]         |
| San Francisco Bay Area Film Critics Circle Awards | 9 stycznia 2024      | Najlepsza muzyka                                                                                                  | Mica Levi | nominacja                                           | [ 123 ]         |
| Nagroda Satelita                                  | 3 marca 2024         | Najlepszy reżyser                                                                                                 | Jonathan Glazer | nominacja                                           | [ 124 ] [ 125 ] |
| Nagroda Satelita                                  | 3 marca 2024         | Najlepszy adaptowany scenariusz                                                                                   | Jonathan Glazer i Martin Amis | nominacja                                           | [ 124 ] [ 125 ] |
| Nagroda Satelita                                  | 3 marca 2024         | Najlepszy film międzynarodowy                                                                                     | Strefa interesów | nagroda                                             | [ 124 ] [ 125 ] |
| Seattle Film Critics Society Awards               | 8 stycznia 2024      | Film roku | Strefa interesów | nominacja                                           | [ 126 ]         |
| Seattle Film Critics Society Awards               | 8 stycznia 2024      | Najlepsza aktorka drugoplanowa                                                                                    | Sandra Hüller | nominacja                                           | [ 126 ]         |
| Seattle Film Critics Society Awards               | 8 stycznia 2024      | Najlepszy film międzynarodowy                                                                                     | Strefa interesów | nominacja                                           | [ 126 ]         |
| Seattle Film Critics Society Awards               | 8 stycznia 2024      | Najlepsze zdjęcia                                                                                                 | Łukasz Żal | nominacja                                           | [ 126 ]         |
| Seattle Film Critics Society Awards               | 8 stycznia 2024      | Najlepsza oryginalna ścieżka dźwiękowa                                                                            | Mica Levi | nominacja                                           | [ 126 ]         |
| Society of Composers & Lyricists                  | 23 lutego 2024       | Outstanding Original Score for an Independent Film                                                                | Mica Levi | nominacja                                           | [ 127 ]         |
| Southeastern Film Critics Association             | 18 grudnia 2023      | 10 najlepszych filmów                                                                                             | Strefa interesów | (nagroda 10 miejsce)                                | [ 128 ]         |
| St. Louis Film Critics Association                | 17 grudnia 2023      | Najlepszy film | Strefa interesów | nominacja                                           | [ 129 ]         |
| St. Louis Film Critics Association                | 17 grudnia 2023      | Najlepszy film międzynarodowy                                                                                     | Strefa interesów | (nagroda 2 miejsce)                                 | [ 129 ]         |
| St. Louis Film Critics Association                | 17 grudnia 2023      | Najlepszy scenariusz adpatowany                                                                                   | Jonathan Glazer | nominacja                                           | [ 129 ]         |
| St. Louis Film Critics Association                | 17 grudnia 2023      | Najlepsze zdjęcia                                                                                                 | Łukasz Żal | nominacja                                           | [ 129 ]         |
| St. Louis Film Critics Association                | 17 grudnia 2023      | Najlepsza muzyka                                                                                                  | Mica Levi | nominacja                                           | [ 129 ]         |
| Vancouver Film Critics Circle                     | 12 lutego 2024       | Najlepszy film | Strefa interesów | nominacja                                           | [ 130 ]         |
| Vancouver Film Critics Circle                     | 12 lutego 2024       | Najlepszy reżyser                                                                                                 | Jonathan Glazer | nominacja                                           | [ 130 ]         |
| Vancouver Film Critics Circle                     | 12 lutego 2024       | Najlepszy międzynarodowy film nieanglojęzyczny                                                                    | Strefa interesów | nagroda                                             | [ 130 ]         |
| Toronto Film Critics Association                  | 17 grudnia 2023      | Najlepszy film | Strefa interesów | nagroda                                             | [ 131 ]         |
| Toronto Film Critics Association                  | 17 grudnia 2023      | Najlepszy reżyser                                                                                                 | Jonathan Glazer | nagroda                                             | [ 131 ]         |
| Toronto Film Critics Association                  | 17 grudnia 2023      | Najlepszy film międzynarodowy                                                                                     | Strefa interesów | nagroda (wspólnie z Anatomią upadku)                | [ 131 ]         |
| Washington D.C. Area Film Critics Association     | 10 grudnia 2023      | Najlepszy film obcojęzyczny                                                                                       | Strefa interesów | nominacja                                           | [ 132 ]         |